# Slaget vid Chancellorsville
Slaget vid Chancellorsville var ett slag under amerikanska inbördeskriget, vilket markerade höjden av militär framgång för sydstaterna (konfederationen) och dess huvudsakliga militära styrka Nordvirginiaarmén.

## Slagets inledning
Slaget vid Chancellorsville började med att unionsarmén gjorde en stor kringgående rörelse som skar av sydstatsarmén vid Fredericksburg från sina förbindelselinjer söderut med Richmond. Den 27 april 1863 ledde unionsgeneralen Joseph "Fighting Joe" Hooker V:e, IX:e och XII:e kårerna över floderna Rappahannock och Rapidan ovanför Fredericksburg. Man passerade över Rapidan vid Germanna Ford och Ely's Ford och koncentrerade sina styrkor nära Chancellorsville den 30 april och 1 maj. Den III:e kåren beordrades förena sig med huvudarmén via United States Ford. Sedgwicks VI:e kår och Gibbons division lämnades kvar vid Fredericksburg för att störa den konfedererade styrkan där. Under tiden hade Lee beordrat generalmajor Jubal "Old Jube" Early att kvardröja vid Fredericksburg och lät resten av armén marschera för att söka slag med unionen. Under tiden som Hookers styrkor rörde sig mot Fredericksburg längs Orange Turnpike-vägen mötte de ökande motstånd från konfederationens trupper. Hooker fick rapport om överlägsna konfedererade styrkor och avbröt därför rörelserna mot Fredericksburg för att i stället koncentrera sig mot Chancellorsville. Pressad av Lees framryckning intog Hooker en defensiv hållning varigenom initiativet övergick till Lee.

## Jacksons omgruppering och anfall

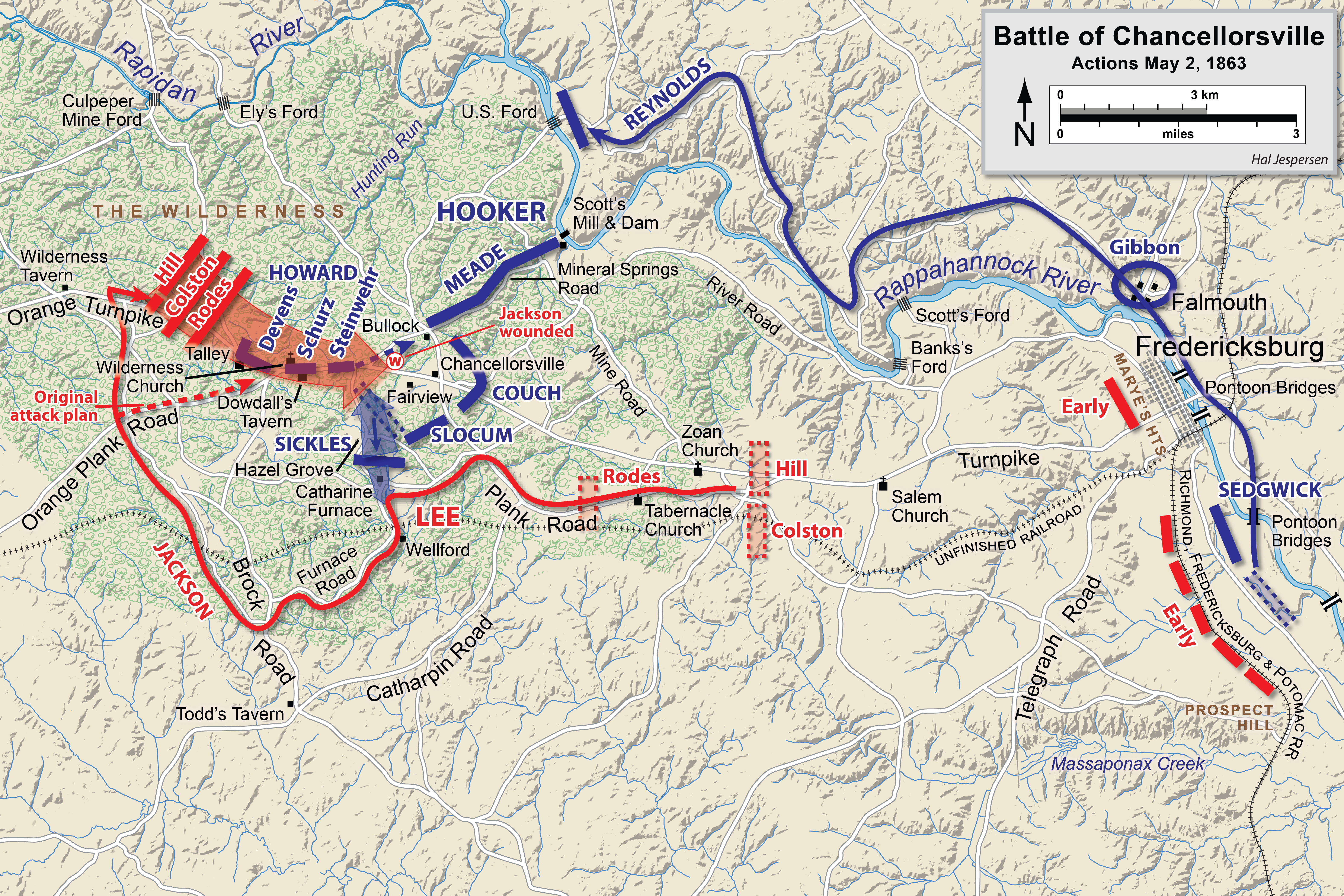
Karta som visar Jacksons omgruppering och anfall den 2 maj.

Högra flygeln på Hookers försvarsställning var oförankrad och ingenting var gjort för att förhindra ett angrepp i sidan. Robert E. Lee beordrade därför Stonewall Jackson att förflytta sin armékår från sydstatsarméns högra till dess vänstra flygel för att därifrån göra en omfattning och anfalla unionsarméns försvarsställning från sidan. Jackson lyckades den 2 maj göra en dold förflyttning av hela sin armékår längs unionsarméns front därför att ägaren till Catharine Furnace - Charles C. Wellford - nyligen hade återupptagit användningen av en skogsväg för ved och malm vilken var dold från insyn från unionens ställningar. Hyttägarens son - Charles B. Wellford - fungerade som vägvisare vid den stora omgruppering vilken ledde till sydstaternas seger vid Chancellorsville.
Sporadiska strider förekom på andra platser runtomkring medan Jacksons trupper nådde fram till sina anfallspositioner. Kl. 17.20 stormade Stonewall Jacksons trupper fram i en förödande attack som krossade unionens XI:e kår, men unionstrupperna återsamlade sig och genomförde motattacker. Oordning och mörker gjorde slut på den dagens strider. Under kvällen genomförde Stonewall Jackson själv spaning mot fienden och sårades därvid dödligt av sina egna trupper, 18th North Carolina; detta skedde kl. 21.00 och han bars bort från slagfältet och avled 8 dagar senare. Generalmajor J.E.B. Stuart tog tillfälligt befäl över Jacksons kår.

## Unionens försvarslinje bryts

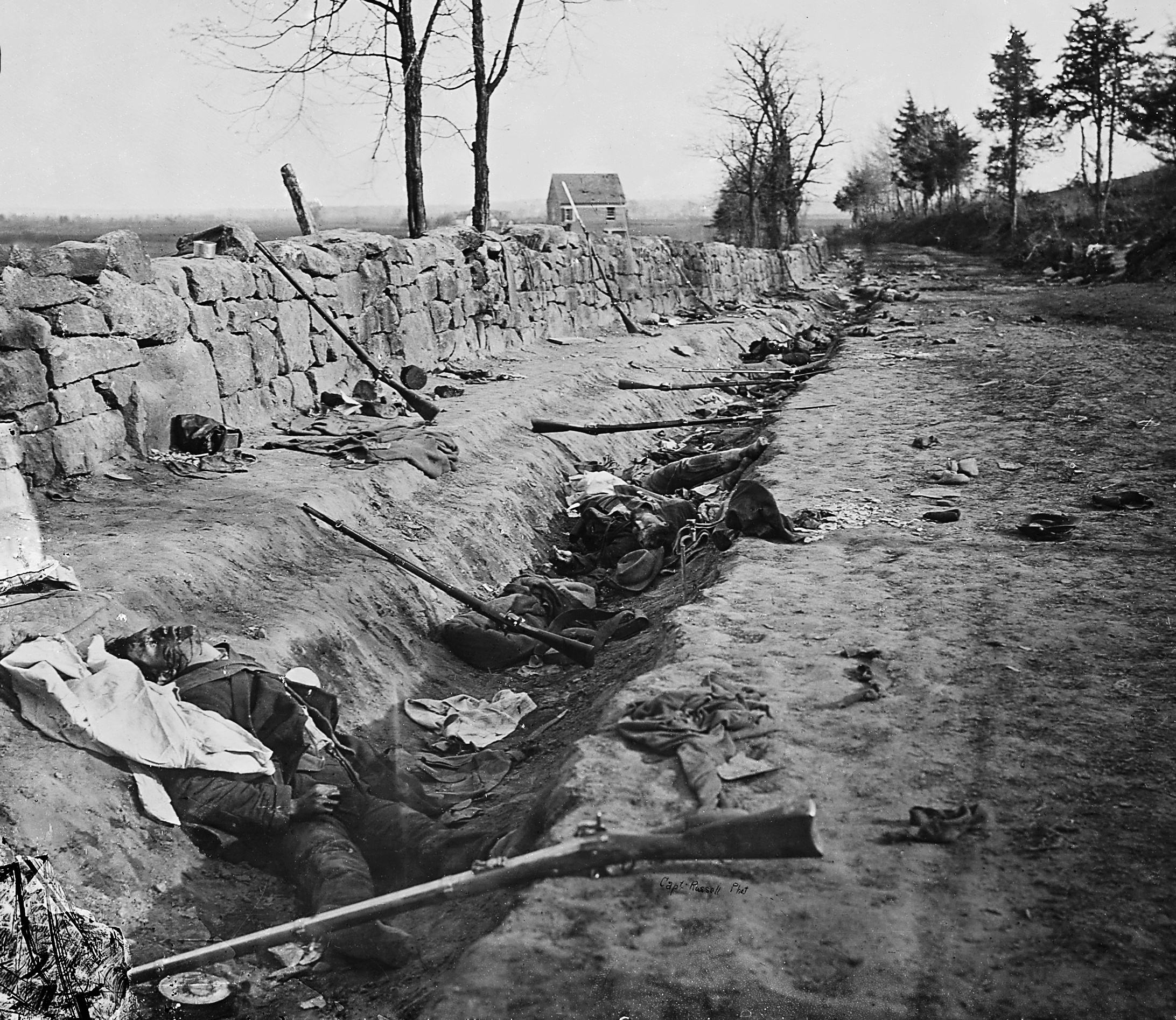
Döda sydstatssoldater efter slaget.

Nästa dag, den 3 maj, anföll de konfedererade på båda kanterna och kraftsamlade sitt artilleri mot Hazel Grove vilket slutgiltigt bröt unionens linje vid Chancellorsville. Hooker drog sig tillbaka 1,5 km och förskansade sig i ett U med ryggen mot floden vid United States Ford. Unionsgeneralerna Berry och Whipple samt konfederationsgeneralen Paxton dödades i slaget och Jackson sårades dödligt. Under natten mellan den 5 och 6 maj drog sig Hooker tillbaka till den norra sidan av Rappahannock. Slaget vid Chancellorsville anses av många som Robert E. Lees största seger. Ett kostsamt slag, förlusterna var för unionen 14 000 man och för konfederationen 10 000. Totalt deltog i slaget 97 000 man på unionssidan och 57 000 på konfederationens sida.